# Zvjezdani sustav
Zvjezdani sustav je mali broj zvijezda koje se kreću oko sebe, povezane gravitacijskim privlačenjem. Velika skupina zvijezda vezanih gravitacijom općenito se naziva zvjezdani skup ili galaksija, iako su, šire gledano, oni također zvjezdani sustavi. Zvjezdane sustave ne treba brkati s planetarnim sustavima, koji uključuju planete i slična tijela (poput kometa).
Zvjezdani sustav dviju zvijezda poznat je kao binarna zvijezda, binarni sustav zvijezda ili fizička dvostruka zvijezda. Ako nema utjecaja plimne sile, poremećaja od drugih sila i nema prijenosa mase s jedne zvijezde na drugu, takav sustav je stabilan, a obje zvijezde će trajati eliptičnu orbitu oko baricentra sustava u nedogled. (Pogledajte Problem dvaju tijela ). Primjeri binarnih sustava su Sirius, Prokion i Cygnus X-1, od kojih se posljednji vjerojatno sastoji od zvijezde i crne rupe.
Višestruki zvjezdani sustav sastoji se od tri ili više zvijezda koje se pojavljuju sa Zemlje da bi bile blizu jedna drugoj na nebu. To može biti posljedica toga da su zvijezde fizički bliske i gravitacijski povezane jedna s drugom; u tom slučaju to je fizička višestruka zvijezda, ili je ta blizina možda samo prividna, u kojem slučaju je to optička višestruka zvijezda (što znači da zvijezde su prividno bliske jedna drugoj kada se gledaju sa Zemlje, jer obje izgledaju kao da zauzimaju istu točku na nebu, ali u stvarnosti je jedna zvijezda možda mnogo udaljenija od Zemlje, nego druga, što nije lako vidljivo).
Većina sustava s više zvijezda su trostruke zvijezde. Manje je vjerojatno da će se pojaviti sustavi s četiri ili više komponenti. Višestruki zvjezdani sustavi se zovu trostruki  ako sadrže tri zvijezde; četverostruki ili kvartarni ako sadrže četiri zvijezde; peterostruki s pet zvijezda; šesterostruki sa šest zvijezda; sedmerostruki sa sedam zvijezda. Ovi su sustavi manji od otvorenih skupova, koji imaju složeniju dinamiku i obično imaju od 100 do 1.000 zvijezda. Većina poznatih zvjezdanih sustava su trostruka; za veće množine broj poznatih sustava s zadanom mnoštvom eksponencijalno opada s mnoštvom. Na primjer, u reviziji 1999. godine Tokovininovog kataloga fizičkih višestrukih zvijezda, 551 od 728 opisanih sustava trostruko je. Međutim, zbog efekata odabira, znanje ove statistike vrlo je nepotpuno.
Sustavi s više zvijezda mogu se podijeliti u dvije glavne dinamičke klase: hijerarhijski sustavi koji su stabilni i sastoje se od ugniježđenih orbita koje ne djeluju mnogo i tako se svaka razina hijerarhije može tretirati kao problem s dva tijela ili kao trapezija koja imaju nestabilne orbite koje snažno djeluju i modeliraju se kao problem n-tijela, iskazujući kaotično ponašanje. Mogu imati 2, 3 ili 4 zvijezde.

## Primjeri

### Binarni
- Sirius, binarni sustav zvijezda koji se sastoji od glavnog niza zvijezde tipa A i bijelog patuljka
- Prokion, koji je sličan Siriusu
- Mira, varijabla koju čine crveni div i bijeli patuljak
- Delta Cephei, cefidska varijabla
- Epsilon Aurigae
- Spika

### Trinarni (trostruki)
- Alfa Centauri je trostruka zvijezda koju čine glavni binarni par žuta patuljka ( Alfa Centauri A i Alfa Centauri B ) i vanjski crveni patuljak, Proksima Centaura. Zajedno, A i B tvore fizičku binarnu zvijezdu, označenu kao Alfa Centauri AB, α Cen AB ili RHD 1 AB, gdje AB označava da je to binarni sustav.[10] Umjereno ekscentrična orbita binarnih komponenti može učiniti da komponente budu blizu 11 AU ili čak 36 AU. Proksima Centaura, također (iako rjeđe) koja se naziva Alfa Centauri C, mnogo je udaljenija (između 4300 i 13.000 AU) od α Cen AB, a orbitira središnjim parom u razdoblju od 547.000 (+ 66.000 / -40.000) godina.[11]
- Sjevernjača ili Alpha Ursae Minoris (α UMi), sjeverna zvijezda, trostruki je zvjezdani sustav u kojem je bliža zvijezda krajnje blizu glavne zvijezde - toliko blizu da je bila poznata samo iz njezinog gravitacijskog tegljača na Polarisu A (α UMi A) sve dok je 2006. nije slikao svemirski teleskop Hubble.
- Gliese 667 je trostruki zvjezdani sustav s dvije zvijezde glavne vrste K i crvenim patuljkom. Potencijalno naseljiva "super-Zemlja" Gliese 667Cc orbitira oko crvenog patuljka.
- HD 188753 je trostruki zvjezdani sustav koji se nalazi oko 149 svjetlosnih godina udaljen od Zemlje u zviježđu Labud. Sustav je sastavljen od HD 188753A, žutog patuljka ; HD 188753B, narančasti patuljak ; i HD 188753C, crveni patuljak. B i C se vrte u orbiti svakih 156 dana, a kao grupa vrše se u orbitu A svakih 25,7 godina.[12]
- Fomalhaut (α PsA, α Piscis Austrini) trostruki je zvjezdani sustav u zviježđu Piscis Austrinus. Otkriveno je da je trostruki sustav 2013. godine kada je otkriveno da te tri zvijezde dijele pravilno kretanje kroz svemir.
- HD 181068 je jedinstveni trostruki sustav, koji se sastoji od crvenog diva i dvije zvijezde glavnog slijeda. Orbite zvijezda usmjerene su na takav način da sve tri zvijezde zaklanjaju jedna drugu.

### Kvartarni (četverostruki)
- Kapela, par divovskih zvijezda kojima orbitira crveni patuljak, udaljen oko 42 svjetlosne godine od Sunčevog sustava. Ima apsolutnu magnitudu od oko -0,47, što Kapelu čini jednom od najsjajnijih zvijezda na noćnom nebu.
- 4 Centauri
- Mizar se često kaže da je bila prva binarna zvijezda otkrivena kada ju je 1650. promatrao Giovanni Battista Riccioli[13][14] ali to su vjerojatno primijetili i ranije Benedetto Castelli i Galileo. Kasnije, spektroskopija njegovih komponenata Mizar A i B otkrila je da su obje same binarne zvijezde.[15][16]
- HD 98800
- Sustav Kepler-64 ima planet PH1 (otkrio ga je 2012. grupa Planet Hunters, dio Zooniversea ) koji kruži oko dvije zvijezde, što ga čini prvim poznatim planetom koji se nalazio u četverostrukom zvjezdanom sustavu.[17]
- KOI-2626 je prvi četvorostruki zvjezdani sustav s planetom veličine Zemlje.[18]
- Xi Tauri (Ta Tau, ξ Tauri), smješten udaljen oko 222 svjetlosne godine, spektroskopska je četverostruka zvijezda koja se sastoji od tri plavo-bijele zvijezde glavnog tipa B, zajedno sa zvijezdom F-tipa. Dvije zvijezde su u bliskoj orbiti i okreću se jedna oko druge jednom u 7,15 dana. Oni zauzvrat orbitiraju trećom zvijezdom jednom svakih 145 dana. Četvrta zvijezda orbitira oko tri druge zvijezde otprilike svakih pedeset godina.[19]

### Peterostruki
- Delta Orionis
- HD 155448[20]
- KIC 4150611[21]
- 1SWASP J093010.78 + 533859.5[22]

### Šesterostruki
- Beta Tucanae[23]
- Kastor[24]
- HD 139691[25]
- Ako se Alkor smatra dijelom Mizarovog sustava, sustav se može smatrati šesterostrukim.

### Sedmerostruki
- Nu Scorpii
- AR Cassiopeiae